# Oberndorf (Siegbach)
Oberndorf ist einer der fünf Ortsteile der Gemeinde Siegbach im mittelhessischen Lahn-Dill-Kreis.

## Geographie
Oberndorf liegt, von Wald umgeben, im Gladenbacher Bergland.

## Geschichte

### Ortsgeschichte
Die älteste bekannte schriftliche Erwähnung von Oberndorf erfolgte unter dem Namen Oberendorph im Lorscher Codex im Zeitraum 864–876. Der Wehrturm der Kirche datiert von 1417. Das Kirchenschiff kam 1670 dazu.
Zum 1. Dezember 1970 wurde Oberndorf im Zuge der Gebietsreform in Hessen auf freiwilliger Basis in die Gemeinde Eisemroth eingegliedert. Diese kam am 31. Dezember 1971 zur neugebildeten Gemeinde Siegbach. Ortsbezirke nach der Hessischen Gemeindeordnung wurden nicht errichtet.

### Verwaltungsgeschichte im Überblick
Die folgende Liste zeigt die Staaten und Verwaltungseinheiten, denen Oberndorf angehört(e):
- (864–876): Ostfrankenreich, Mark Erda (in Ardeher marca)
- vor 1739: Heiliges Römisches Reich, Grafschaft/Fürstentum Nassau-Dillenburg, Amt Tringenstein[7]
- ab 1739: Heiliges Römisches Reich, Fürstentum Nassau-Diez, Amt Tringenstein
- 1806–1813: Großherzogtum Berg, Département Sieg, Arrondissement Dillenburg, Kanton Herborn
- 1813–1815: Fürstentum Nassau-Oranien, Amt Tringenstein
- ab 1816: Herzogtum Nassau, Amt Herborn
- ab 1849: Herzogtum Nassau, Kreisamt Herborn[Anm. 2]
- ab 1854: Herzogtum Nassau, Amt Herborn
- ab 1867: Norddeutscher Bund, Königreich Preußen, Provinz Hessen-Nassau, Regierungsbezirk Wiesbaden, Dillkreis[Anm. 3]
- ab 1871: Deutsches Reich, Königreich Preußen, Provinz Hessen-Nassau, Regierungsbezirk Wiesbaden, Dillkreis
- ab 1918: Deutsches Reich, Freistaat Preußen, Provinz Hessen-Nassau, Regierungsbezirk Wiesbaden, Dillkreis
- ab 1932: Deutsches Reich, Freistaat Preußen, Provinz Hessen-Nassau, Regierungsbezirk Wiesbaden, Landkreis Dillenburg
- ab 1933: Deutsches Reich, Freistaat Preußen, Provinz Hessen-Nassau, Regierungsbezirk Wiesbaden, Dillkreis
- ab 1944: Deutsches Reich, Freistaat Preußen, Provinz Nassau, Dillkreis
- ab 1945: Deutsches Reich, Amerikanische Besatzungszone,[Anm. 4] Groß-Hessen, Regierungsbezirk Wiesbaden, Dillkreis
- ab 1946: Deutsches Reich, Amerikanische Besatzungszone, Hessen, Regierungsbezirk Wiesbaden, Dillkreis
- ab 1949: Bundesrepublik Deutschland, Hessen, Regierungsbezirk Wiesbaden, Dillkreis
- ab 1968: Bundesrepublik Deutschland, Hessen, Regierungsbezirk Darmstadt, Dillkreis
- ab 1970: Bundesrepublik Deutschland, Hessen, Regierungsbezirk Darmstadt, Dillkreis, Gemeinde Eisemroth
- ab 1971: Bundesrepublik Deutschland, Hessen, Regierungsbezirk Darmstadt, Dillkreis, Gemeinde Siegbach
- ab 1977: Bundesrepublik Deutschland, Hessen, Regierungsbezirk Darmstadt, Lahn-Dill-Kreis, Gemeinde Siegbach
- ab 1981: Bundesrepublik Deutschland, Hessen, Regierungsbezirk Gießen, Lahn-Dill-Kreis, Gemeinde Siegbach

## Bevölkerung

### Einwohnerstruktur 2011
Nach den Erhebungen des Zensus 2011 lebten am Stichtag dem 9. Mai 2011 in Oberndorf 480 Einwohner. Darunter waren 6 (1,25 %) Ausländer.
Nach dem Lebensalter waren 81 Einwohner unter 18 Jahren, 210 zwischen 18 und 49, 99 zwischen 50 und 64 und 87 Einwohner waren älter.
Die Einwohner lebten in 198 Haushalten. Davon waren 48 Singlehaushalte, 54 Paare ohne Kinder und 72 Paare mit Kindern, sowie 18 Alleinerziehende und 6 Wohngemeinschaften. In 39 Haushalten lebten ausschließlich Senioren und in 135 Haushaltungen lebten keine Senioren.

### Einwohnerentwicklung
| Oberndorf: Einwohnerzahlen von 1834 bis 2011 | Oberndorf: Einwohnerzahlen von 1834 bis 2011 | Oberndorf: Einwohnerzahlen von 1834 bis 2011 | Oberndorf: Einwohnerzahlen von 1834 bis 2011 | Oberndorf: Einwohnerzahlen von 1834 bis 2011 |
| --- | -------------------------------------------- | -------------------------------------------- | -------------------------------------------- | -------------------------------------------- |
| Jahr |                                              |                                              |                                              | Einwohner                                    |
| 1834 | 1834                                         |                                              | 236                                          | 236                                          |
| 1840 | 1840                                         |                                              | 248                                          | 248                                          |
| 1846 | 1846                                         |                                              | 239                                          | 239                                          |
| 1852 | 1852                                         |                                              | 248                                          | 248                                          |
| 1858 | 1858                                         |                                              | 249                                          | 249                                          |
| 1864 | 1864                                         |                                              | 253                                          | 253                                          |
| 1871 | 1871                                         |                                              | 243                                          | 243                                          |
| 1875 | 1875                                         |                                              | 245                                          | 245                                          |
| 1885 | 1885                                         |                                              | 268                                          | 268                                          |
| 1895 | 1895                                         |                                              | 281                                          | 281                                          |
| 1905 | 1905                                         |                                              | 311                                          | 311                                          |
| 1910 | 1910                                         |                                              | 355                                          | 355                                          |
| 1925 | 1925                                         |                                              | 388                                          | 388                                          |
| 1939 | 1939                                         |                                              | 399                                          | 399                                          |
| 1946 | 1946                                         |                                              | 562                                          | 562                                          |
| 1950 | 1950                                         |                                              | 570                                          | 570                                          |
| 1956 | 1956                                         |                                              | 499                                          | 499                                          |
| 1961 | 1961                                         |                                              | 469                                          | 469                                          |
| 1967 | 1967                                         |                                              | 491                                          | 491                                          |
| 1970 | 1970                                         |                                              | 501                                          | 501                                          |
| 1980 | 1980                                         |                                              | ?                                            | ?                                            |
| 1990 | 1990                                         |                                              | ?                                            | ?                                            |
| 2000 | 2000                                         |                                              | ?                                            | ?                                            |
| 2011 | 2011                                         |                                              | 480                                          | 480                                          |
| Datenquelle: Historisches Gemeindeverzeichnis für Hessen: Die Bevölkerung der Gemeinden 1834 bis 1967. Wiesbaden: Hessisches Statistisches Landesamt, 1968. Weitere Quellen: LAGIS; Zensus 2011 |                                              |                                              |                                              |                                              |

### Historische Religionszugehörigkeit
| • 1885: | 268 evangelische (= 100,00 %) Einwohner                           |
| • 1961: | 417 evangelische (= 88,91 %), 39 katholische (= 8,32 %) Einwohner |

## Infrastruktur
Im Ort gibt es ein Bürgerhaus, eine DHL-Poststelle, zwei Kirchen und einen Friedhof.

## Bekannte Personen
- Deborah Levi, Goldmedaillen-Gewinnerin im Bobfahren bei den Olympischen Spielen in Peking (2022). Levi wuchs in Oberndorf auf.